# Gastón Sangoy
Gastón Maximiliano Sangoy (Paraná, Entre Ríos, 5 oktober 1984) is een Argentijns voormalig voetballer die als aanvaller speelde.

## Loopbaan
Sangoy begon bij Club Deportivo Argentinos Juniors in Paraná en werd verder opgeleid in de jeugdopleiding van de Argentijnse club Boca Juniors. Sangoy speelde voor de Amsterdamse club AFC Ajax in het seizoen 2004/05. Ajax huurde hem samen met teamgenoot Sebastián Rusculleda van Boca, maar deed nimmer een beroep op hem in het eerste elftal. Sangoy sleet zijn dagen bij de beloften. Zijn typerende manier van schieten vanuit de heup werd wel overgenomen door zijn ploeggenoot Ryan Babel.
Hierna vervolgde hij zijn loopbaan bij het Peruviaanse Universitario de Deportes. Vervolgens werd hij uitgeleend aan het Israëlische Hapoel Ashkelon. Sinds 2007 speelde hij voor Apollon Limassol en won in 2010 de Cypriotische voetbalbeker. Van 2010 tot 2013 kwam hij uit voor Sporting Gijon waarmee hij in 2012 uit de Primera Division degradeerde. Hierna speelde hij weer twee seizoenen voor Apollon Limassol en in het seizoen 2015/16 speelde Sangoy voor Al-Wakrah SC in Qatar dat hem in 2016 verhuurde aan het Poolse Arka Gdynia. Eind 2016 speelde Sangoy in India voor Mumbai City FC. In juli 2017 ging hij voor Nea Salamis Famagusta FC op Cyprus spelen maar vertrok daar na een half jaar. Van medio 2018 tot medio 2019 speelde hij nog in zijn geboorteland voor Club Atlético Paraná.